# أبيب (اسم)

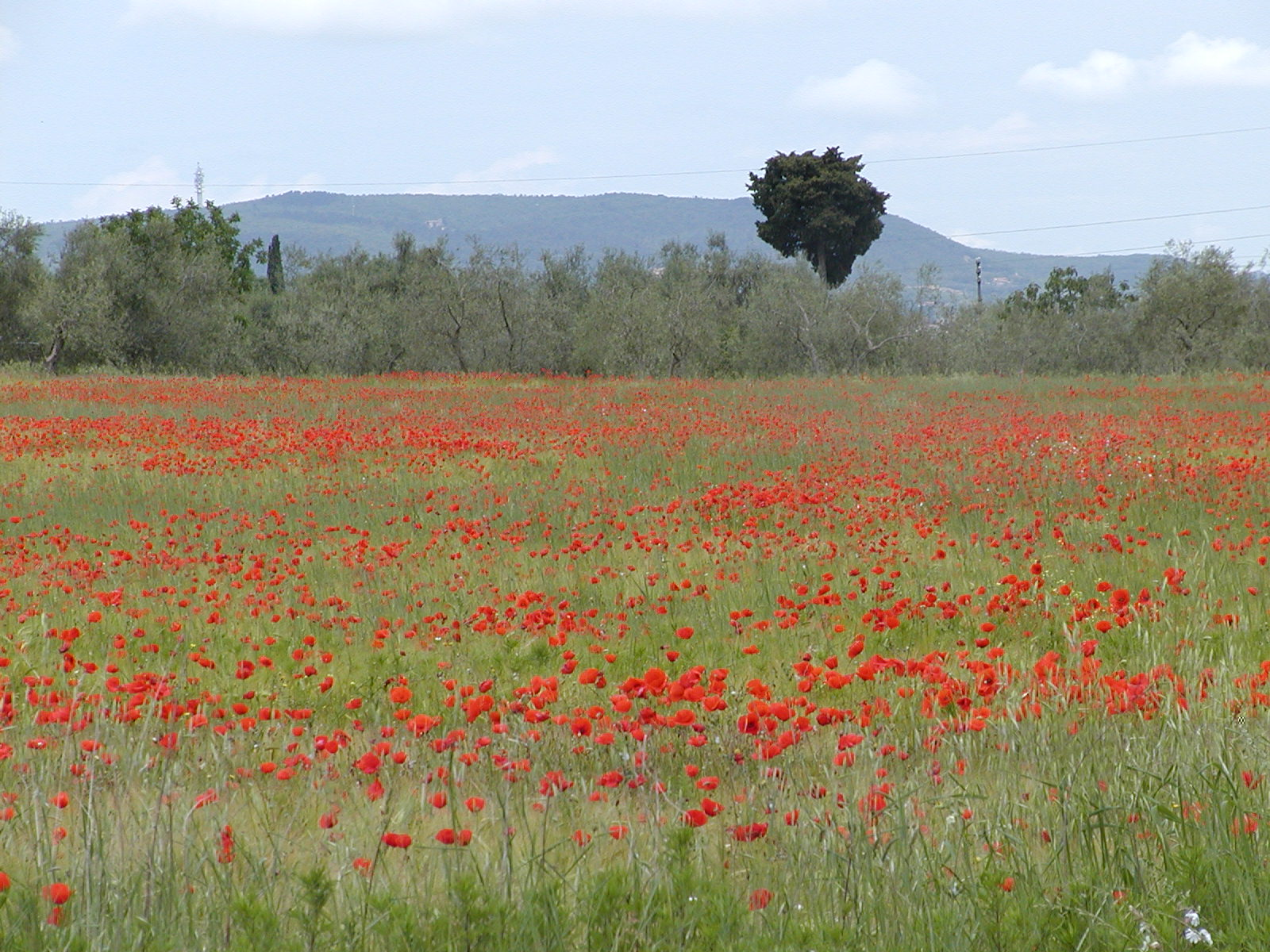

أبيب (بالعبرية: אביב) هي كلمة عبرية تعني عدة معاني. وأيضاً تستخدم كإسم ولقب.

## المعاني
- المعنى الأساسي لكلمة أبيب هي مرحلة نمو محصول الحب عندما تكون الحبوب وصلت إلى الحجم الكامل وتملأ بالنشا، ولكنها لم تنشف بعد. خلال طاعون البرد (سفر الخروج 9:31)، يقال بأن الشعير أصبح أبيب و كتان.
- يسمى الشهر في التقويم العبري عندما الشعير يصل أو يمر من هذه المرحلة (سفر الخروج 13:4 ; 23:15)، أبيب، أو شهر أبيب: الشهر السابع لسنة اليهود المدنية.
- أبيب قد تعني أيضاً الربيع، واحدة من فصول السنة. وهكذا معنى مدينة تل أبيب الواقعة في إسرائيل تعني «تل الربيع».[1]

## كإسم
أفيف هو اسم عبري. الأقدم وأندر اسم مسيحي لذكر كان من اللغة العبرية التراثية. حيث اشتقت من كلمة «أبيب» بمعنى سنبلة أو وقت من السنة الحبوب تصبح سنابل. وأيضاً يعرف كـ«أفيف». الأسم المثنى منه هو «أفيفا». 